# Grand Prix Hassan II 1992
Il Grand Prix Hassan II 1992  è stato un torneo di tennis giocato sulla terra rossa.
È stata l'8ª edizione del Grand Prix Hassan II,
che fa parte della categoria World Series nell'ambito dell'ATP Tour 1992.
Si è giocato al Complexe Al Amal di Casablanca in Marocco, dal 16 al 23 marzo 1992.

## Campioni

### Singolare
Guillermo Pérez Roldán ha battuto in finale  German Lopez con il punteggio di 2–6, 7–5, 6–3

### Doppio
Horacio de la Peña /  Jorge Lozano hanno battuto in finale  Ģirts Dzelde /  T. J. Middleton con il punteggio di 2–6, 6–4, 7–6